# Wenceslas Cobergher
Wenceslas Cobergher (Antwerpen, 1557 – Brussel, 23 november 1634), vaak ook Wensel Cobergher of Wenzel Coebergher genoemd, was een Zuid-Nederlands kunstschilder, architect, oudheidkundige, numismaat, ingenieur en econoom. Hij bouwde onder meer de Basiliek van Onze-Lieve-Vrouw van Scherpenheuvel.

## Biografie
In 1573 ging Cobergher in Antwerpen in de leer bij schilder Maerten de Vos; in 1579 verbleef hij kort in Parijs, waarna hij terugkeerde naar Antwerpen en vervolgens naar Italië reisde. Hij vestigde zich in Napels en werkte er eerst onder contract bij de Vlaamse schilder en kunsthandelaar Cornelis de Smet, vanaf 1591 werkte hij voor een andere landgenoot, de schilder Jacob Franquart de oudere (1551-1601). In 1597 vestigde hij zich in Rome. Na de dood van zijn eerste vrouw trouwde hij met Susanna Franquart, de dochter van Jacques Franquart en de zus van de architect Jacob Franquart, die eveneens in Rome leefde.
Tijdens zijn verblijf in Italië was Cobergher voornamelijk actief als schilder. De door hem geschilderde altaarstukken zijn nog steeds aanwezig in de kerken van Napels. Ze behoren in zekere mate tot het eclecticisme met zowel maniëristische als klassieke elementen ingewerkt en karakteristieken van de post rooms-katholieke kunst in Italië. Enkele voorbeelden zijn De opstanding in S. Domenico Maggiore, De kruisiging in S. Maria di Piedigrotta en De geboorte van Christus in S. Sebastiano. Uit zijn Romeinse tijd bestaat er nog het sobere en monumentale schilderij "Nederdaling van de H. Geest" (1598) in de kerk Santa Maria Maggiore. Dit schilderij heeft veel gemeen met de proto-barokke stijl van Annibale Carracci en de pre-barokke stijl van Federico Barocci beiden invloedrijke schilders uit dezelfde periode in Rome. Hij besteedde ook veel van zijn tijd in Rome aan de studie van antieke gebouwen, beeldhouwwerken, en muntstukken. Tekeningen en beschrijvingen van laatstgenoemde zijn verzameld in twee bundels manuscripten in de Koninklijke bibliotheek (Albert 1) in Brussel. Deze bundels worden verondersteld de enige bewaard gebleven stukken te zijn van de reeks manuscripten die Cobergher na zijn dood heeft nagelaten, over zijn ervaring met antieke architectuur, sculptuur en schilderkunst, de representatie van Griekse en Romeinse goden en godinnen in kunst, en antieke muntstukken. Als architect zou hij in Italië verscheidene fonteinen en kanalen ontworpen hebben, er zijn echter geen overgeleverde documenten om deze activiteiten te bevestigen. Cobergher verbleef nog steeds in Antwerpen wanneer de Young Arches Guild hem de opdracht gaf De marteling van St. Sebastiaan te schilderen voor hun altaar in de kathedraal. In dit schilderij komen duidelijk de invloed van Barocci tevoorschijn met de geladen lichteffecten, de emotionele gelaatsuitdrukkingen en de suggestieve weergave van diepte.
Zijn schilderijen tonen aan dat hij zich telkens kon aanpassen aan de afwisselende smaak van de steden waar hij verbleef.
Na het ontvangen van uitstekende verslagen over zijn verwezenlijkingen in Italië, nodigden de aartshertog Albert en zijn echtgenote Isabella hem uit om terug te keren naar de Zuidelijke Nederlanden. Hij arriveerde in Brussel in september 1601, in de jaren 1603 en 1604 verbleef hij echter opnieuw in Rome, ditmaal om familiale redenen. Terug in de Zuidelijke Nederlanden werd hij in 1604 ingeschreven als meester in de gilde van St. Lucas in Antwerpen. Twee altaarstukken zijn bekend van het volgende jaar: De getuigenis en St. Helena en het heilige kruis. Het valt op dat hij ook ditmaal zich aangepast heeft aan de Antwerpse traditie van het altaarstuk, zoals in de Onze-Lieve-Vrouwekathedraal van Antwerpen.
Hoewel het niet lijkt dat hij de schilderkunst volledig heeft verlaten, was hij de volgende jaren hoofdzakelijk actief als architect. Op 24 december 1605 werd hij aangesteld als ‘architecte et ingenieure’ van de aartshertogen. Hij kon zich hierbij beroepen op zijn ervaring in Italië, waar hij verschillende jaren gewerkt had onder leiding bekwame architecten in Napels en meegewerkt had aan de bouw van een groot aantal gebouwen en paleizen in Napels en Rome. Hiervan zijn er geen concrete bewijzen overgebleven, maar hij moest in elk geval zeer vertrouwd geweest zijn de trans-Alpijnse architectuur.
De aartshertogen vertrouwden hem verschillende bouwactiviteiten toe in hun paleis in Brussel en in hun kastelen in Tervuren en Mariemont. In 1610 ontwierp hij in samenwerking met Salomon de Caus fonteinen voor de vijvers nabij het paleis in Brussel. Niets van deze werken overleefde, evenmin een van eerste zijn belangrijkste opdrachten voor de aartshertogen, de kerk en het klooster van de ongeschoeide Karmelieten in Brussel, gebouwd tussen 1607 en 1611 maar afgebroken op het einde van de 18de eeuw. Een nog bestaande ets van dit klooster uit begin 18de eeuw toont de façade die geïnspireerd is op de façade van de Gesùkerk van de Jezuïetenorde in Rome, die toen nog maar onlangs gebouwd was. Dit is het eerste gekende voorbeeld van de verspreiding van deze stijl in de Zuidelijke Nederlanden. Belangrijker en tevens Coberghers meesterwerk, is de nog steeds bestaande basiliek van Onze-Lieve-Vrouw van Scherpenheuvel. Deze pelgrimskerk werd in opdracht van de aartshertogen gebouwd in Scherpenheuvel (Brabant). In 1614 maakte Cobergher een ontwerp voor de stadshal in Ath, Henegouwen, en in 1615 voor de kerk van St. Augustinus (afgewerkt in 1618) in Antwerpen. In 1618 werd Cobergher aangesteld als hoofdopzichter van de publieke pandjeshuizen. Hij stierf op 23 november 1634 te Brussel.

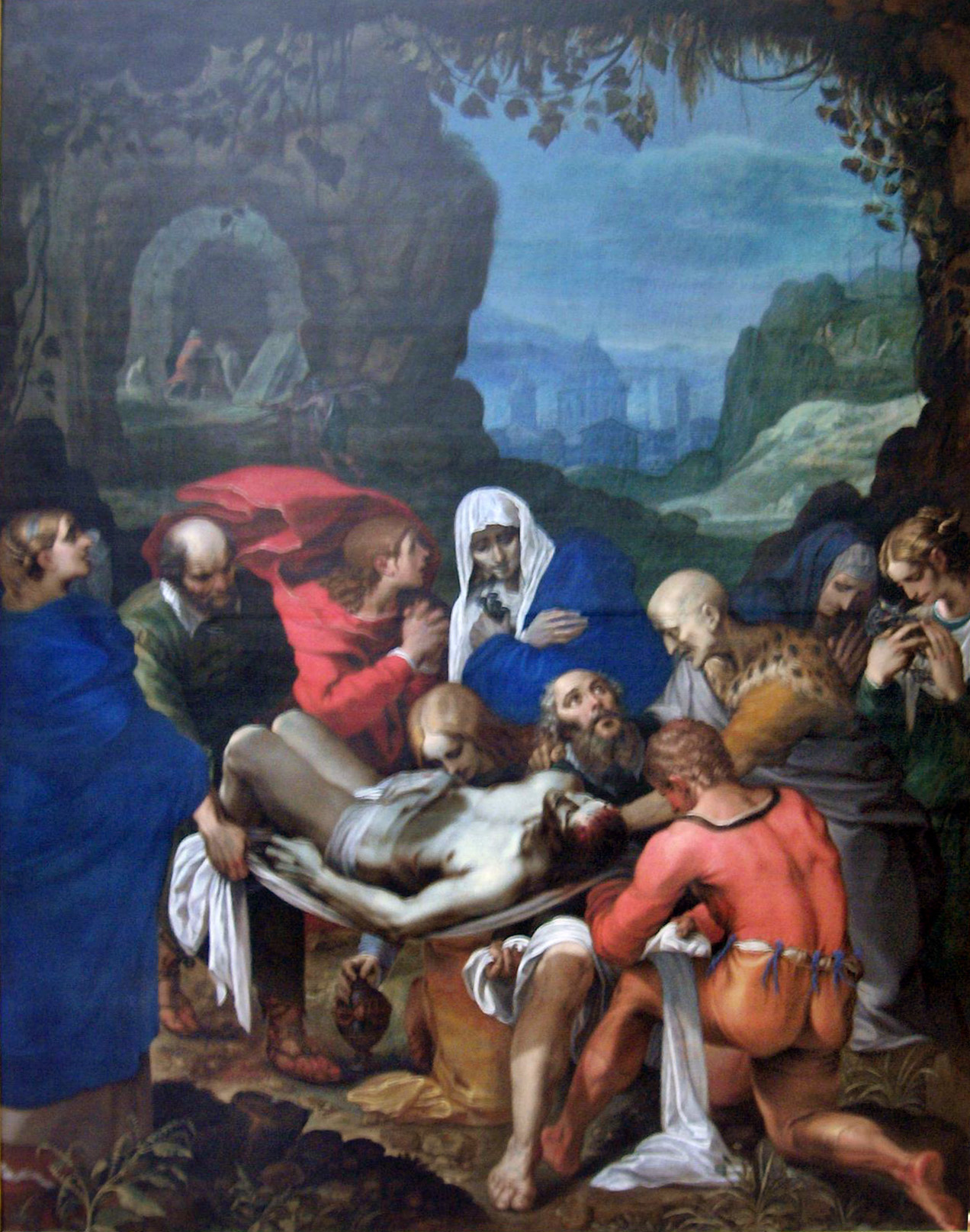
De Graflegging (1605)
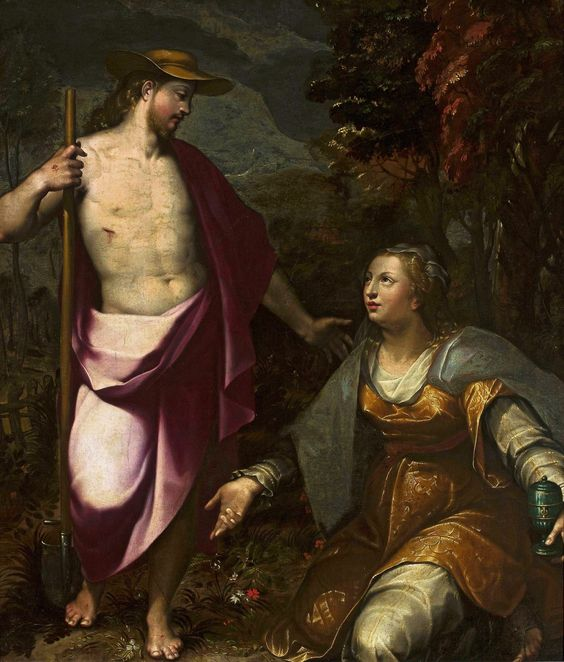
Christus als Herder en Maria Magdalena (begin 1600)
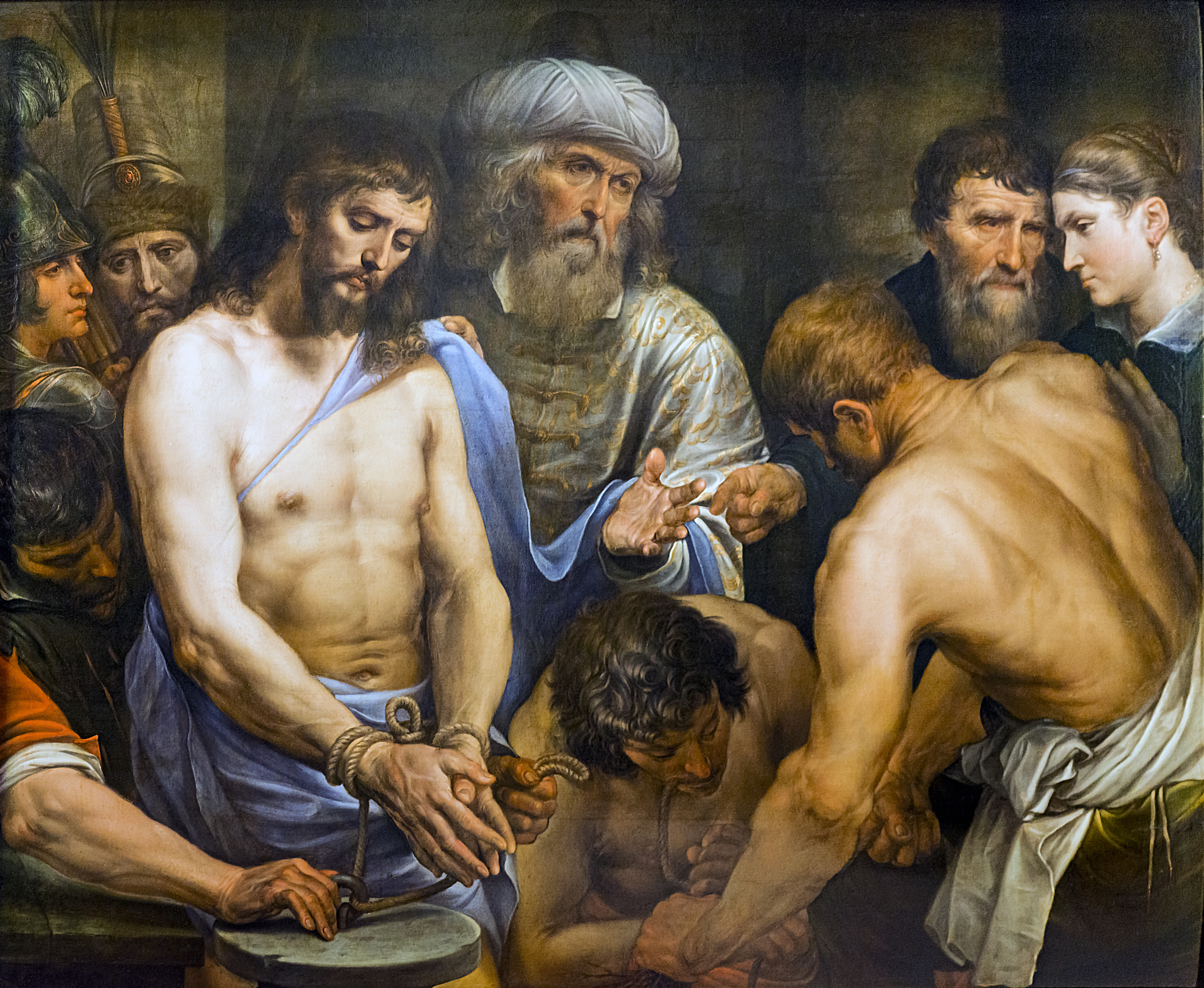
Ecce Homo

## Studie van de antieken
Toen hij zich in 1579 in Rome vestigde kwam hij in contact met de Antieken en de geschriften van Vitruvius. Coberghers interpretatie van de Oudheid was meer theoretisch onderbouwd dan die van zijn voorgangers. In tegenstelling tot de technische allround vorming van de middeleeuwse bouwmeesters beantwoordde Cobergher veeleer aan het Vitruviaanse ideaal van de universele kunstenaar. Tijdens zijn in-situstudie van antieke tempels, thermen en mausolea registreerde Cobergher de precieze afmetingen en proporties. Op basis daarvan wilde hij de architectuurtraktaten van Andrea Palladio en van Sebastiano Serlio verbeteren. Hij analyseerde ook bouwwerken die nog niet in publicaties waren opgenomen en die volgens hem met meer kennis van bouwkunst waren gemaakt dan de manier waarop Vitruvius ze had beschreven. Hij vond dat de architect een geleerde moest zijn, die kwantitatieve, kwalitatieve en sociale premissen van een goed werk kan waarmaken. Het was de bedoeling al die bevindingen in een eigen theoretisch werk uit te geven. Helaas is er niets van zijn geschreven werk overgeleverd.

## Belangrijkste werken

##### Karmelietenkerk, Brussel, 1607-11
Cobergher ontwierp de eerste barokkerk van de ongeschoeide Karmelieten in Brussel. Het werd gebouwd onder zijn toezicht in 1607-11. Verder werden er in 1613 en 1615 decoratieve barokelementen toegevoegd. Uit gravures van de kerk kan men afleiden dat de façade afkomstig is van laat-16de-eeuwse Romeinse voorbeelden zoals de façade van Giacomo della Porta voor S. Maria Transpontina.

##### Basiliek van Onze-Lieve-Vrouw, Scherpenheuvel, 1609-24
De constructie begon onder zijn algemeen toezicht in 1609 en duurde tot 1624; het zware belfort bleef onafgewerkt. Het is de eerste belangrijke overkoepelde kerk met een centraal plan in de Zuidelijke Nederlanden, en zijn stijl zou gekarakteriseerd kunnen worden als vroegbarok. De centrale ruimte onder de koepel is gebaseerd op een regelmatige zevenhoek. Deze symboliseren de zeven deugden van de maagd aan wie de kerk is opgedragen.

##### Sint-Augustinuskerk, Antwerpen (1615-18)
Deze kerk gelegen in de Antwerpse Kammenstraat, wordt gekenmerkt door een expressieve en vernaculaire stijl. Op de gevel bevinden zich brede horizontale en verticale stroken van steen die het metselwerk verdelen in rechthoekige secties, herinnerend aan de stijl van Hans Vredeman de Vries. Hij temperde echter dit traditionalisme met decoratieve barokke vormen. Diezelfde gemengde stijl komt ook voor in de Sint-Hubertuskapel (1617) in Tervuren, dewelke is toegeschreven aan Cobergher, het geveltype is later door andere architecten overgenomen en verder ontwikkeld, bijvoorbeeld in St. Barbara’s (1665-7), Diest, en de abdij van Averbode (1664-72).

##### Bergen van Barmhartigheid
Cobergher introduceerde deze instelling zelf in de Zuidelijke Nederlanden, het voorbeeld volgend van de Monti di Pietà in Italië. Hier gaf men gratis leningen zonder interest, maar met onderpand. Tussen 1618 en 1633 opende hij ten minste 15 van deze bergen van Barmhartigheid. De eerste was die van Brussel in het door hemzelf aangekochte Hof van Beersel. Andere werden door Cobergher ontworpen, zoals die in Antwerpen (geopend in 1620), in Gent (1622), Arras (1624), Rijsel (1628) en Sint-Winoksbergen (1633). Hierbij werden barokke kenmerken terug voorzichtig geïntroduceerd in een voordien traditioneel plan. Deze gebouwen zijn misschien niet zo opmerkelijk op vlak van architectuur, maar wel op het vlak van een aantal fragmenten zoals de portalen, de patronen en symbolen, de indeling, heel eenvoudig en praktisch voor die periode.
Er worden twee boeken over de Bergen van Barmhartigheid aan hem toegeschrevenː
- Cort verhaal van de oprechtinghe, ordre ende beleyt van de Bergen van Bermherticheyt (Brussels, 1619)
- Apologia ofte Bescherm-redenen tegen het hekelen van de onredelijcke vyanden, ende oock de tegenraeders, van de Berghen van Bermherticheyt" (Mechelen, Henry Jaye, 1621)

#### Het droogleggen van de Moeren
Hij wordt nog steeds herinnerd als hydraulisch ingenieur. Hij maakte plannen voor draineerwerken in de westelijke en zuidelijke gedeelten van de Kempen. Deze streek bestond vooral uit veenmoerassen, heide en zandgrond. Hij maakte ook in 1616 plannen voor de kanalisatie van de Zenne tussen Brussel en Halle. Dit project werd pas uitgevoerd in de 19de eeuw.

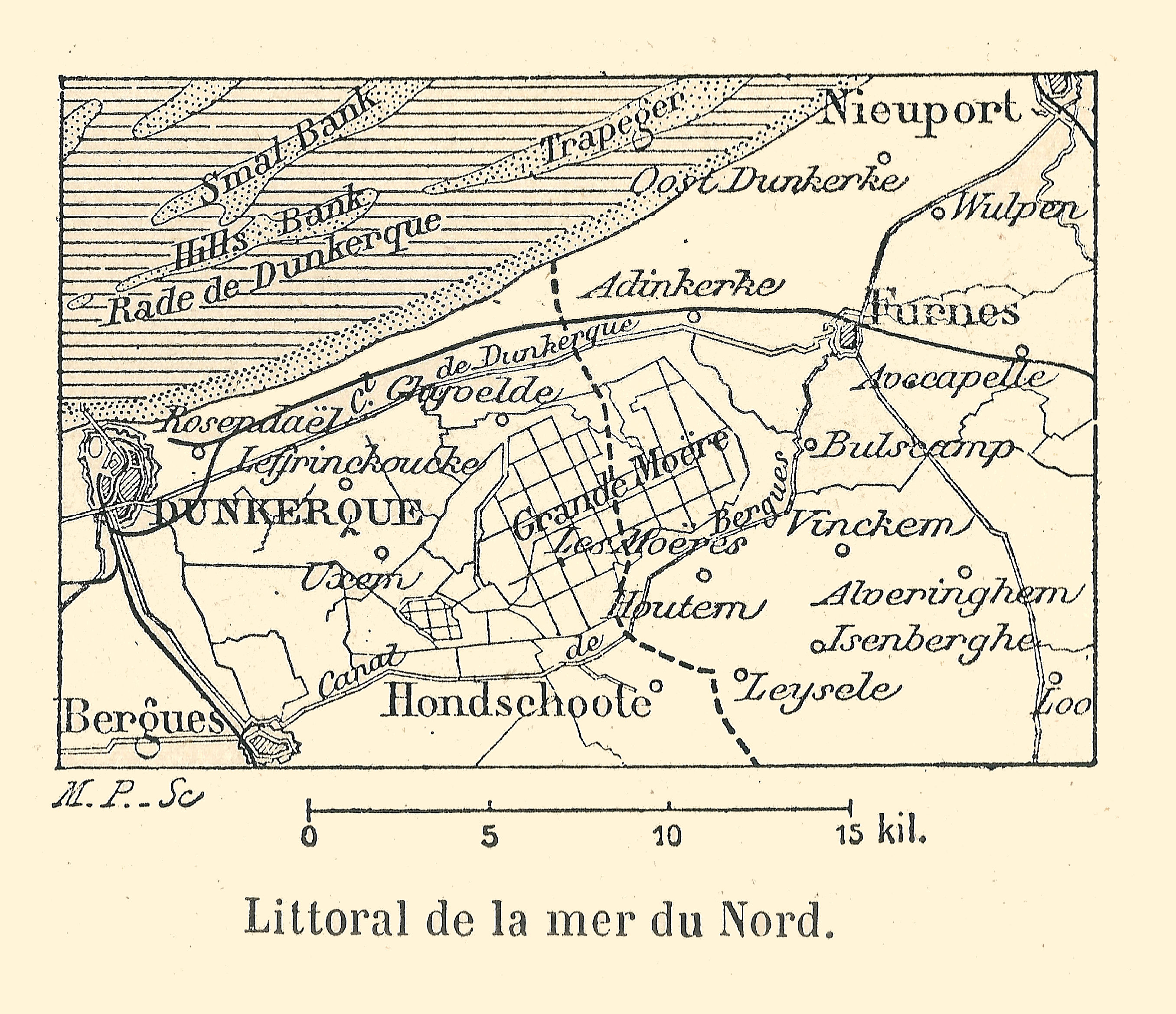
Kaart van de Frans-Belgische grensstreek met aanduiding van de Moeren

Aan het einde van de middeleeuwen bestond het gebied van De Moeren uit een laaggelegen moeraslandschap met twee grote poelen gelegen op de grens van het hedendaagse België en Frankrijk, gelegen tussen Veurne en Sint-Winoksbergen (Bergues-Saint-Winoc) . Het moeras had een slechte faam als een toevluchtsoord voor rovers en verdachten en ook als bron voor diverse ziekten. Het niveau lag lager dan de zeespiegel en dit was de voornaamste moeilijkheid waarop men gestoten was voor de drooglegging. Onder leiding van Wenzel Cobergher, die zijn inspiratie vond in de drooglegging van de Pontijnse moerassen ten zuiden van Rome, werden de voorbereidingen getroffen voor de daadwerkelijke ontginning. Hij gaf ingenieur Bruno van Kuyck de opdracht het gebied op te meten en in kaart te brengen. In 1619 werd het octrooi voor inpoldering verleend, eerst aan een groep ondernemers en toen die niet wilden, aan Cobergher zelf. In 1620 begon het leegpompen, na het aanleggen van een 8 kilometer lange ringvaart, met daarnaast een dijk. 22 windmolens, eerst met scheprad, later met een schroef van Archimedes, pompten het water weg naar de zee. In 1622 vielen de eerste delen droog, maar door diverse problemen volgde de definitieve drooglegging pas in 1626. Als beloning voor deze indrukwekkende verwezenlijking verkreeg Cobergher ongeveer de helft van deze gronden in eigendom en verkreeg hij de heerlijkheid van Sint-Anteunis, Coberghe en Groenlandt in het midden van de Moeren van West-Vlaanderen. Deze schenking zou uiteindelijk een zware financiële tegenslag betekenen die, na zijn dood, zijn gezin in zware financiële moeilijkheden bracht. Zijn eigendom in de Moeren, alsook zijn huis in Brussel werden verkocht. Ze moesten zelfs zijn grote kunstcollectie en zijn muntencollectie verkopen voor 10.000 gulden.

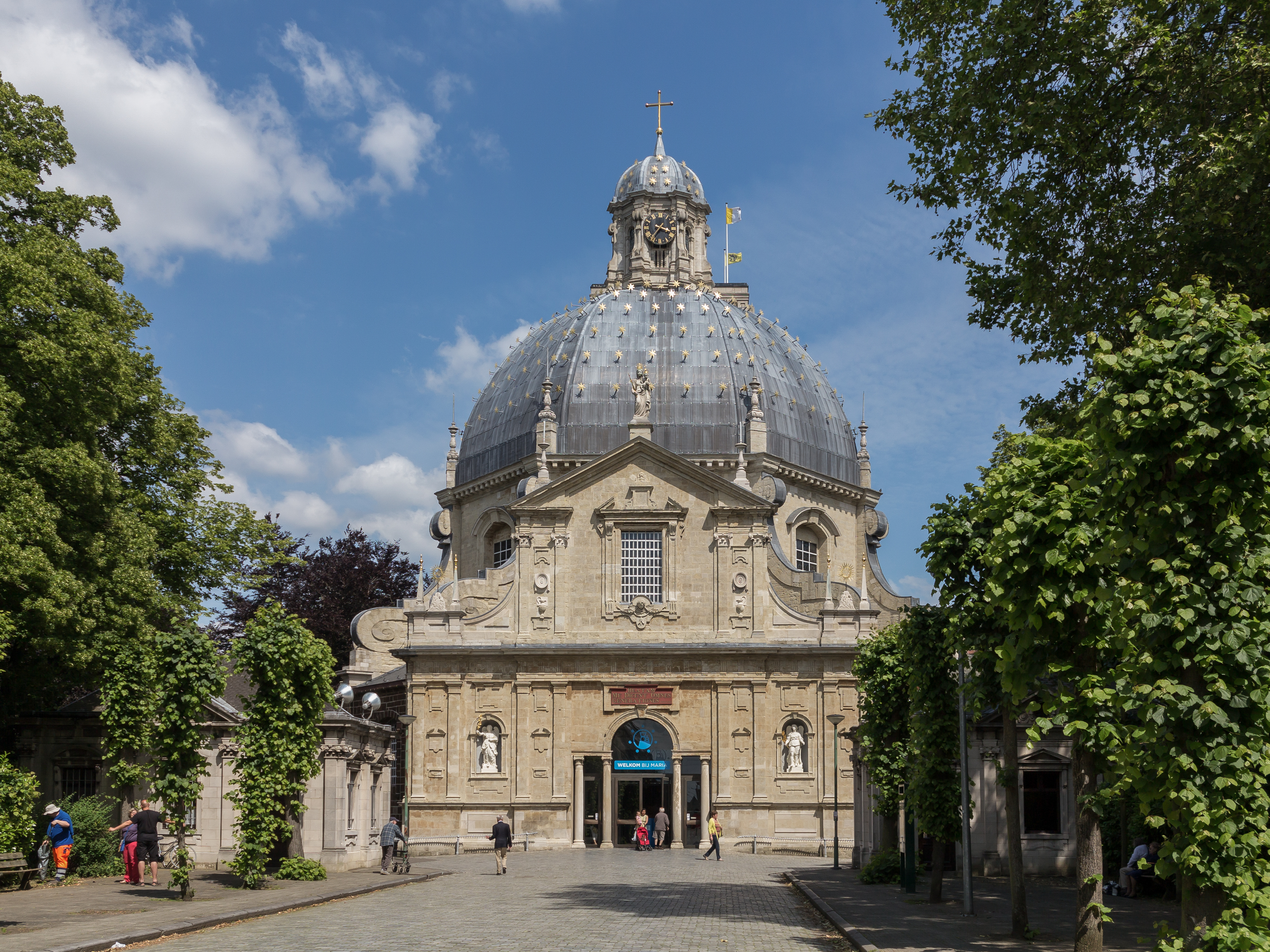
Basiliek van Onze-Lieve-Vrouw van Scherpenheuvel, 1609-24
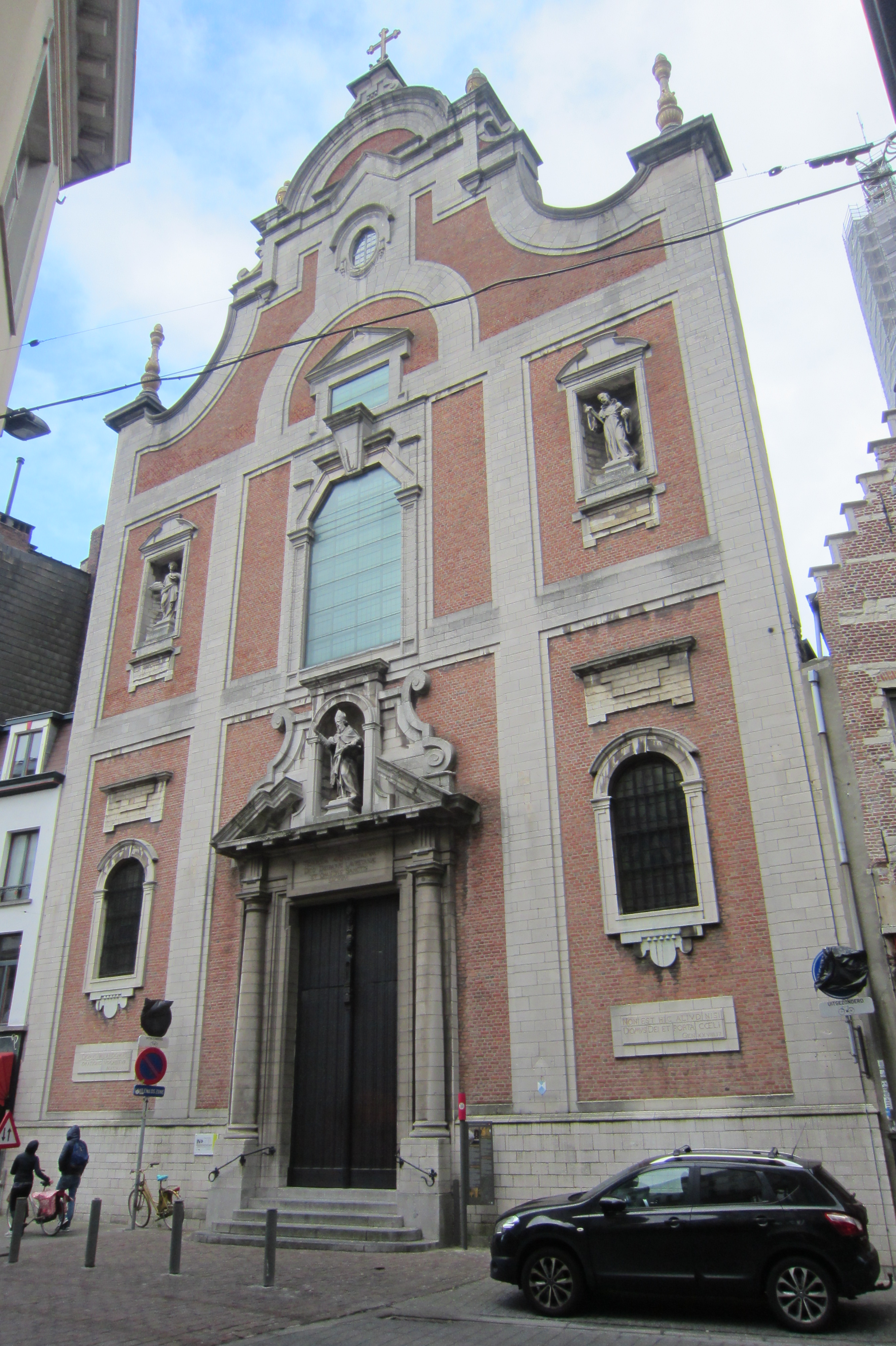
Voorgevel van de Sint-Augustinuskerk in Antwerpen
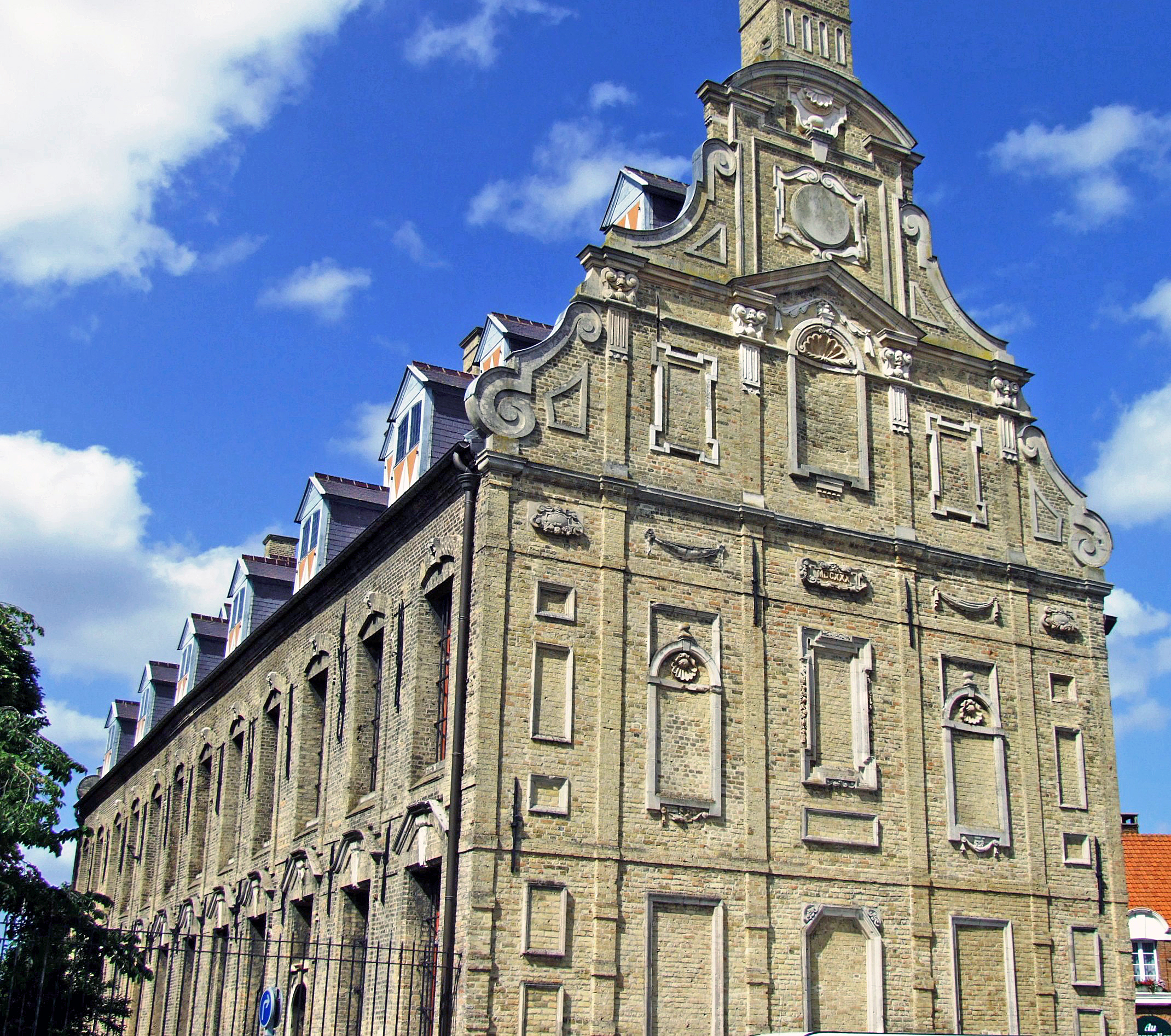
Berg van Barmhartigheid van Sint-Winoksbergen (Bergues, FR)
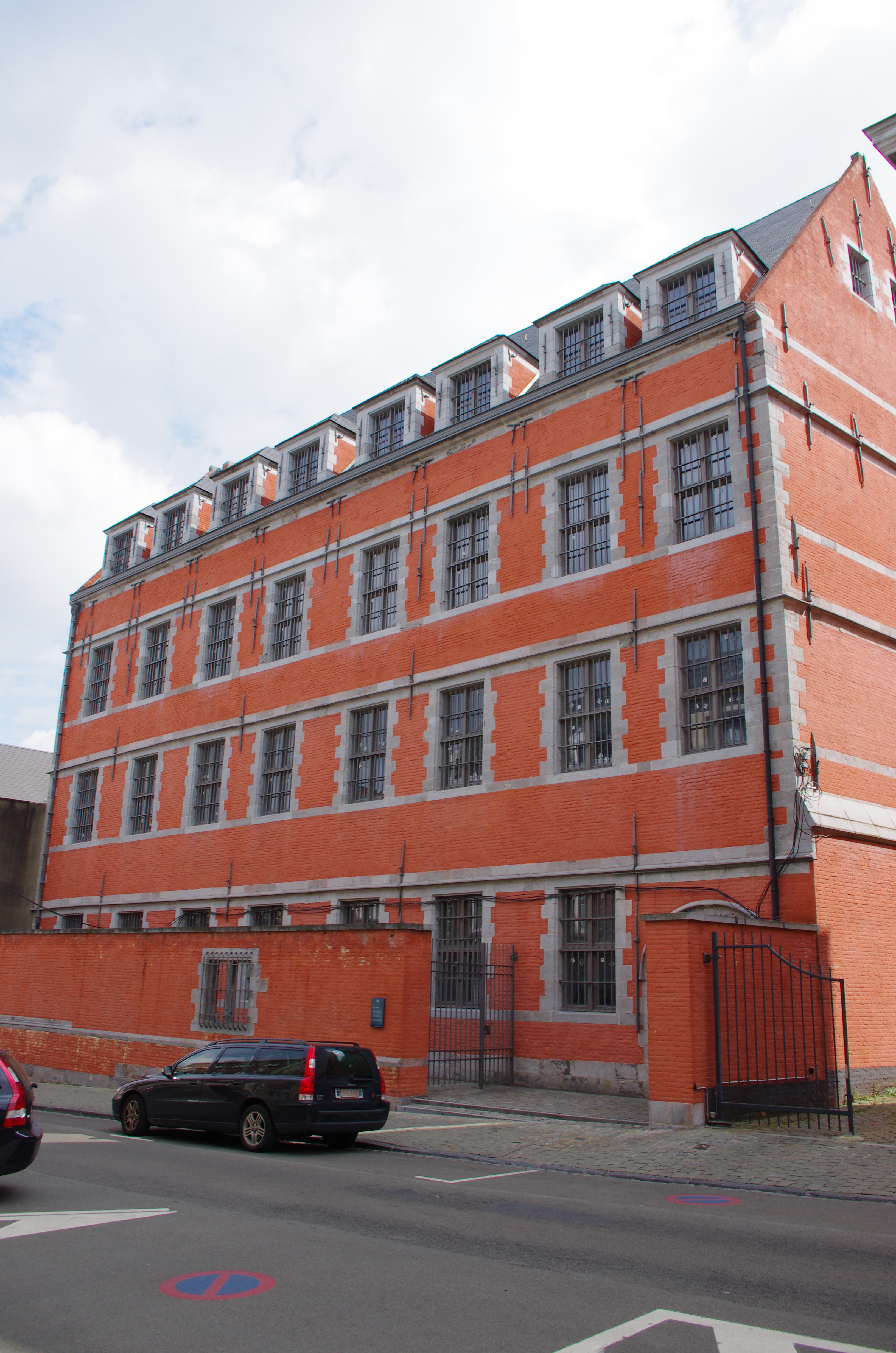
De vroegere Berg van Barmhartigheid (nu Museum van de Doudou), Bergen (Mons)
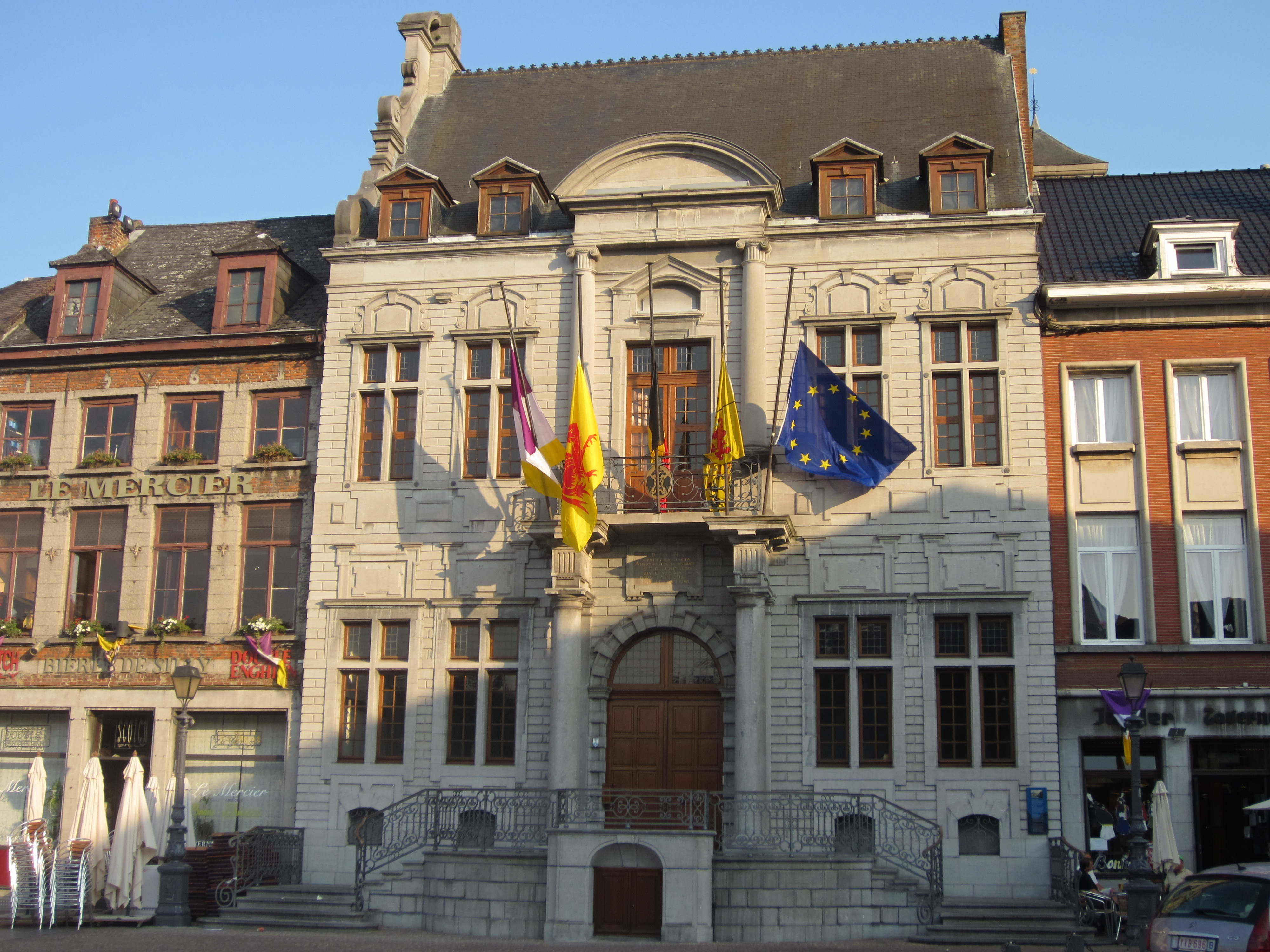
Stadhuis van Ath

- Biblioteca Nacional de España: XX5216162
- Bibliothèque nationale de France: cb146242100 (data)
- Biografisch Portaal: 55871433
- Digitale Bibliotheek voor de Nederlandse Letteren: cobe001
- Gemeinsame Normdatei: 121404528
- International Standard Name Identifier: 0000 0000 4270 0348
- Library of Congress Control Number: no95041618
- Nederlandse Thesaurus van Auteursnamen: 136549586
- RKD-Nederlands Instituut voor Kunstgeschiedenis: 17466
- SNAC: w6wj0g6w
- Système universitaire de documentation: 252857712
- Union List of Artist Names: 500003648
- Virtual International Authority File: 95702768
- WorldCat: E39PBJh4thKqByVyM3KT3XtMyd